# Louis-François de Villeneuve-Bargemont
Pour les autres membres de la famille, voir Famille de Villeneuve (Provence).
Louis-François de Villeneuve-Bargemont, marquis de Trans, né le 8 août 1784 au château de Saint-Auban et mort le 19 septembre 1850 à Nancy, est un historien et archéologue français.

## Biographie
Frère jumeau d'Alban de Villeneuve-Bargemon, il est chevalier des ordres de Malte, Saint-Lazare et Saint-Maurice, chevalier de la Légion d'honneur et gentilhomme de la chambre du roi Charles X.
Il s'adonne à des travaux d'érudition historique et est élu membre libre de l'Académie des inscriptions et belles-lettres en 1840.

## Œuvres
- Lyonnel, ou La Provence du XIIIe siècle, roman historique, Paris, tomes en 5 vol., 1824.
- Histoire de René d'Anjou, roi de Naples, duc de Lorraine, et Cte de Provence, Paris, 3 vol., 1825.
- Chapelle Ducale de Nancy, Ou Notice Historique Sur Les Ducs de Lorraine, Leurs Tombeaux, La Cérémonie expiatoire du 9 novembre 1826, Paris, 1826.
- Monuments des grands-maîtres de l'ordre Saint-Jean de Jérusalem, Paris, 2 vol., 1829.
- Histoire de Saint-Louis, roi de France, Paris, 3 vol., 1839.